# Sásabe
Sásabe es una localidad situada en el municipio de Sáric, en el estado mexicano de Sonora. Según el censo de 2020, tiene una población de 977 habitantes.

## Geografía
Sásabe es una comunidad ubicada en la frontera entre Estados Unidos y México, en el desierto, a 98 kilómetros al norte de Altar y al oeste de Nogales.